# Neobytjajnye prikljutjenija Mistera Vesta v strane bolsjevikov
Neobytjajnye prikljutjenija Mistera Vesta v strane bolsjevikov (fritt översatt: Mr. Wests sällsamma äventyr i bolsjevikernas land) är en sovjetisk stumfilm från 1924, regisserad av Lev Kulesjov.

## Handling
Den amerikanske borgerligheten Mr. West bestämmer sig för att åka till Sovjetunionen med en livvakt, men detta kommer inte att skydda honom från fantastiska äventyr.

## Rollista
- Porfirij Podobed – Mr. West
- Boris Barnet – Dzjeddi, cowboy
- Aleksandra Chochlova – "grevinnan"
- Vsevolod Pudovkin – Zjban, äventyrare
- Sergej Komarov – den enögde
- Leonid Obolenskij – snobben
- Valentina Lopatina – Elli, amerikanskan
- G. Charlampiev – Senka Svisjtj
- Pjotr Galadzjev – äventyrare
- Sergej Sletov – äventyrare
- Viktor Latysevskij – äventyrare
- Andrej Gortjilin – milismannen (polisen)
- Vladimir Fogel [3]